# 科維爾基諾
54°02′N 43°55′E / 54.033°N 43.917°E
科維爾基諾（Ковы́лкино）是俄羅斯莫爾多瓦共和國的一個城市。位於莫克沙河左岸、距沙蘭斯克西南116公里。2002年人口21,873人。
1960年設市。